# Abby Andrews
Abby Andrews (* 28. November 2000 in Brisbane, Queensland) ist eine australische Wasserballspielerin. Sie gewann mit der australischen Nationalmannschaft 2024 eine olympische Silbermedaille.

## Sportliche Karriere
Die 1,79 Meter große Abby Andrews studierte an der University of Queensland und an der University of Michigan. Sie spielt für Queensland Thunder. 2019 wurde Andrews mit der australischen Studentinnenauswahl Fünfte bei der Universiade in Neapel.
Andrews spielte 2018 erstmals in der Nationalmannschaft. Bei den 2021 nachgeholten Olympischen Spielen in Tokio unterlagen die Australierinnen im Viertelfinale der russischen Mannschaft mit 8:9. Mit zwei Siegen in den Platzierungsspielen erreichten sie den fünften Platz. Abby Andrews erzielte insgesamt sieben Turniertore, davon drei im Vorrundenspiel gegen die Niederländerinnen und eines im Spiel um den fünften Platz ebenfalls gegen die Niederländerinnen.
Bei der Weltmeisterschaft 2022 in Budapest verloren die Australierinnen im Viertelfinale mit 6:7 gegen die Ungarinnen und belegten letztlich den sechsten Rang nach einem 5:8 gegen die Spanierinnen. Im Jahr darauf bei der Weltmeisterschaft 2023 in Fukuoka gewannen die Australierinnen im Viertelfinale mit 9:8 über die Griechinnen. Nach einem 10:12 im Halbfinale gegen die Spanierinnen unterlagen die Australierinnen im Spiel um Bronze den Italienerinnen mit 14:16. In diesem Spiel warf Abby Andrews zwei Tore.
Bei der Weltmeisterschaft 2024 in Doha verloren die Australierinnen im Viertelfinale mit 9:10 gegen die Mannschaft aus den Vereinigten Staaten und belegten schließlich den sechsten Platz. Fünf Monate später erreichte die australische Mannschaft beim olympischen Wasserballturnier in Paris das Halbfinale durch einen Viertelfinalsieg über die Griechinnen. Im Halbfinale bezwangen die Australierinnen das Team aus den Vereinigten Staaten nach Penaltyschießen. Abby Andrews traf viermal während der regulären Spielzeit, beim Penaltywerfen verwandelte sie ihren Versuch. Im Finale unterlagen die Australierinnen den Spanierinnen mit 9:11. Abby Andrews erzielte im Endspiel einen Treffer.
Abby Andrews ist nicht mit ihrer Mannschaftskameradin Charlize Andrews verwandt.